# كريستوفر جاكوت
كريستوفر جاكوت هو ممثل كندي، ولد في 30 يونيو 1979 بتورونتو في كندا.

## أعمال

### أفلام
- (2005) هيلورلد
- (2007) مخيم التدريب
- (2007) نظرية الفوضى

## وصلات خارجية
- كريستوفر جاكوت على موقع IMDb (الإنجليزية)
- كريستوفر جاكوت على موقع ألو سيني (الفرنسية)
- كريستوفر جاكوت على موقع أول موفي (الإنجليزية)
- كريستوفر جاكوت على موقع قاعدة بيانات الأفلام السويدية (السويدية)
- كريستوفر جاكوت على موقع قاعدة بيانات الفيلم (الإنجليزية)
- كريستوفر جاكوت على موقع كينوبويسك (الروسية)
- كريستوفر جاكوت على موقع ANN person (الإنجليزية)